# القرن (الديس)

'

تعديل مصدري - تعديل

القرن هي إحدى قرى عزلة الديس بمديرية الديس التابعة لمحافظة حضرموت، بلغ تعداد سكانها 53 نسمة حسب تعداد اليمن لعام 2004.